# Especially for You
Az Especially for You Kylie Minogue és Jason Donovan 1988 karácsonyára megjelent slágere. A dal Jason Donovan 1989-ben kiadott, Ten Good Reasons első albumán , és Kylie Enjoy Yourself című második albumán szerepel. A dal 1988. november 28-án jelent meg. A producer a Stock-Aitken-Waterman trió volt. A dal később Kylie és Jason válogatáslemezeire is felkerült.
A dal sok pozitív értékelést kapott a kritikusoktól, és klasszikusnak nevezték a maga nemében. A dal Ausztrália, Új-Zéland, Nagy-Britannia, Írország, Franciaország, Finnország és Svájc listáira is felkerült.
Kylie 2001-ben előadta a dalt Brekivel egy show-műsorban.

## Előzmények
Kylie Minogue és Jason Donovan karrierje az ausztrál Szomszédok című tv-sorozatban indult el, majd később Kylie elhagyta a sorozatot zenei karrierje végett. 1989-ben Jason is követte Kylie-t, és ő is első debütáló albumára koncentrált, és elindult az ő zenei karrierje is. Mindketten dolgoztak új albumukon, azonban a szerzők úgy gondolták kellene egy közös dal az énekeseknek, így megszületett a dal, és felkerült mindkettőjük egy-egy albumára is.
Kylie és Jason a dalt először 1989-ben adták elő először, majd hosszú évek után újra színpadra álltak közösen egy show-műsor keretében 2012 májusában a Hit Factory Show műsorban.

## Élő előadások
Kylie Minogue a következő koncert turnékon adta elő a dalt:
- Showgirl: The Greatest Hits Tour
- Showgirl: The Homecoming Tour
- Aphrodite: Les Folies Tour
- Kiss Me Once Tour (performed upon request in Liverpool)
- A Kylie Christmas at the Royal Albert Hall
- Golden Tour

A dalt előadta még:
- An Audience with Kylie Minogue 2001-es TV műsorban Kermit békával.
- Sport Relief 2014 duett Donovannel és David Walliamsszel.

 Jason Donovan a következő koncert turnékon adta elő a dalt:
- Doin' Fine Tour 1990
- Ten Good Reasons & Greatest Hits Tour 2016

## Formátum és számlista
- CD single

1. "Especially for You" (extended) – 5:01
2. "All I Wanna Do Is Make You Mine" (extended) – 6:00
3. "Especially for You" – 3:58

- 7-inch kislemez

1. "Especially for You" – 3:58
2. "All I Wanna Do Is Make You Mine" – 3:34

- 12-inch vinyl

1. "Especially for You" (extended) – 5:01
2. "All I Wanna Do Is Make You Mine" (extended) – 6:00

- 7" kislemez és kazetta single  2022 újrakiadás

1. "Especially for You" – 3:58
2. "Especially for You" (Instrumental) – 3:58

## Slágerlisták
| Slágerlista (1988)                           | Legjobb helyezés |
| -------------------------------------------- | ---------------- |
| Ausztrália (ARIA)                            | 2                |
| Belgium (Ultratop 50 Flanders)               | 5                |
| Dánia (Tracklisten)                          | 5                |
| Hollandia (Single Top 100)                   | 4                |
| Hollandia (Dutch Top 40)                     | 6                |
| Európa (European Hot 100 Singles)            | 1                |
| Finnország (Suromen viralinnen lista)        | 4                |
| Franciaország SNEP                           | 3                |
| Németország (Official German Charts)         | 10               |
| Írország (IRMA)                              | 1                |
| Új-Zéland (Recorded Music NZ)                | 2                |
| Norvégia (VG-lista)                          | 10               |
| Svédország (Sverigetopplistan)               | 12               |
| Svájc (Schweizer Hitparade)                  | 2                |
| Egyesült Királyság (Official Charts Company) | 1                |

| Slágerlista (1988)                           | Helyezések |
| -------------------------------------------- | ---------- |
| Egyesült Királyság (Official Charts Company) | 4          |

| Slágerlista (1989)                           | Helyezések |
| -------------------------------------------- | ---------- |
| Ausztrália(ARIA)                             | 17         |
| Belgium (Ultratop 50 Flanders)               | 26         |
| Németország (Official German Charts)         | 60         |
| Svájc (Schweizer Hitparade)                  | 22         |
| Hollandia (Single Top 100)                   | 53         |
| Új-Zéland (Recorded Music NZ)                | 14         |
| Egyesült Királyság (Official Charts Company) | 32         |

## Minősítések
| Ország                 | Minősítések | Hivatalos eladások |
| ---------------------- | ----------- | ------------------ |
| Ausztrália ARIA        | arany       | 35,000             |
| Franciaország SNEP     | ezüst       | 200,000            |
| Egyesült Királyság BPI | platina     | 1,090,000          |

## Feldolgozások
- Denise van Outen és Johnny Vaughan kiadott egy feldolgozást az Egyesült Királyságban 1998-ban, mely 3. lett a listákon.
- Az MYMP filippínó akusztikus zenekar 2005-ben jelentette meg saját verzióját.
- A tajvani popénekes Genie Cho 2009-es albumára került fel a dal feldolgozása.
- Az indonéz Sierra Soetedjo 2010-es Only One című albumán szerepelt a dal feldolgozása.
- A Wink nevű csapat 1989-es albumán Yasashisa ni Tsutsumarete címmel szerepelt a dal.
- Imogen stílusban került fel a dal Kylie K25 című évfordulós válogatáslemezére is.[29]
- Tim Campbell is feldolgozta a dalt, és 2018-as Electrifying 80s című albumán szerepel.